# Nikos Alefantos
Nikolaos "Nikos" Alefantos - em grego, Νίκος Αλέφαντος (Atenas, 3 de janeiro de 1939 — Atenas, 23 de junho de 2020) foi um futebolista e treinador de futebol grego que atuava como meio-campista.
Considerado um dos técnicos mais inovadores do século XX, é também frequentemente citado como o maior treinador grego que nunca venceu os 2 principais títulos do futebol nacional (Campeonato Grego e Copa da Grécia, competições que havia vencido como jogador na temporada 1958–59).

## Carreira

### Jogador
Como jogador, começou na base do Asteras Exarchion e iniciou a carreira no Rouf, em 1952, com apenas 13 anos de idade. Em 1956, foi para o Panathinaikos, jogando apenas uma partida. Defendeu ainda Chalandri, Olympiacos, Atromitos Piraeus, Olympiacos Chalkida, Panaigialeios, Panelefsiniakos e Vyzas Megara, onde se aposentou em 1969.

### Treinador
Alefantos voltaria ao Asteras Exarchion ainda em 1969, desta vez como treinador. Um ano depois, regressou ao Rouf (seu primeiro time como jogador) para assumir o comando técnico, permanecendo por 3 temporadas. Durante a década de 1970, virou um dos principais técnicos de futebol da Grécia após conquistar acessos à primeira divisão do país com PAS Giannina e Pierikos, aumentando sua reputação por seu caráter idiossincrático e inovações táticas, principalmente sob inspiração de seu mentor, Ernst Happel. Ainda comandou Korinthos, OFI e Doxa Dramas (comandou estes últimos em 2 passagens diferentes) antes de voltar ao Olympiacos em 1983. Durante sua primeira passagem no comando da equipe, Alefantos viveu uma tensa relação com torcedores e diretoria do clube. No Iraklis, pegou o time na zona de rebaixamento e levou até o quarto lugar na temporada 1985–86. Mesmo empatado em pontos com o AEK, ficou atrás no saldo de gols e não conquistou a vaga para a 1ª fase de classificação da Copa da UEFA, após o jogo entre as duas equipes válido pelo play-off que terminou com vitória do AEK por 2 a 0 depois que 2 jogadores do Iraklis foram expulsos e outros 2 se lesionaram, causando o encerramento da partida, apelidada de "play-off da vergonha".
Em 1987, quando comandava o mesmo AEK, foi marcada por um desentendimento com Thomas Mavros, então principal jogador do time, e também por agredir um jornalista. Seu único título como técnico em um time de primeira divisão foi no APOEL, onde venceu a Copa do Chipre de 1996–97. Ele ainda comandou a seleção militar da Grécia, Panionios, PAOK, Apollon Kalamarias, Larissa, Ionikos, Anorthosis Famagusta, Kalamata, Skoda Xanthi, ILTEX Lykoi, Ethnikos Piraeus, Proodeftiki, Panachaiki, Panargiakos, Ethnikos Asteras e Fostiras, ficando 1 ano e meio sem clube até voltar para sua terceira passagem como treinador do Olympiacos em março de 2004, substituindo Oleg Protasov (Siniša Gogić havia exercido a função interinamente). Além de não ter conseguido impedir que o Panathinaikos vencesse o Campeonato Grego e a Copa nacional, se envolveu numa briga com o árbitro Giorgos Douros, que causou a aposentadoria de Alefantos como técnico após 52 anos de carreira no futebol (17 como jogador e 35 como técnico).

## Pós-aposentadoria
Fora dos gramados, tornou-se um destacado apresentador de televisão, atuando por duas décadas até sua morte, em 23 de junho de 2020, aos 81 anos.

## Títulos

### Como jogador
Olympiacos
- Campeonato Pan-Helênico: 1958–59
- Copa da Grécia: 1958–59

### Como treinador
APOEL
- Copa do Chipre: 1996–97

PAS Giannina
- Beta Ethniki: 1973–74 (Grupo 1)

Pierikos
- Beta Ethniki: 1973–74 (Grupo 2)